# Шариати, Сабах
Сабах Салех оглы Шариати (азерб. Sabahi Saleh oğlu Şəriəti) — азербайджанский борец иранского (южно азербайджанского) происхождения, бронзовый призёр летних Олимпийских игр 2016 года в Рио-де-Жанейро, серебряный призёр Европейских игр 2015 года в Баку и чемпионата Европы 2023 года в Загребе, обладатель Кубка мира 2015 года.

## Биография
Сабах Шариати родился 1 января 1989 года. Борьбой занимается с 2002 года.
В 2010 году, выступая за Иран, принял участие на Кубке Имама Ядегара в Куме. В 2013 году, уже в составе сборной Азербайджана, занял 1-е место в Золотом Гран-при в Баку.
В апреле 2014 года принял участие в составе сборной Азербайджана на чемпионате Европы в городе Вантаа. В этом же году занял третье место на Кубке мира в Тегеране. В июле этого же года стал обладателем серебряной медали на Золотом Гран-при в Баку. В сентябре же дебютировал на чемпионате мира в Ташкенте.
В 2015 году выиграл Кубок мира, проходивший в Тегеране. В июне же на первых Европейских играх в Баку занял второе место, проиграв в финале спортсмену из Турции Рыза Каяалпу. 29 июня Президент Азербайджана Ильхам Алиев подписал распоряжения о награждении победителей первых Европейских игр и лиц, внёсших большой вклад в развитие спорта в Азербайджане. Сабах Шариати за большие достижения на первых Европейских играх и заслуги в развитии спорта в Азербайджане был удостоен медали «Прогресс». В ноябре этого же года Шариати стал победителем Золотого Гран-при в Баку.
В марте 2016 года принял участие на чемпионате Европы в Риге, на которой занял 7-е место. В августе 2016 года завоевал бронзовую медаль на Олимпийских играх в Рио-де-Жанейро.
1 сентября 2016 года награждён Почётным дипломом Президента Азербайджанской Республики за высокие достижения, завоёванные на ХХХI летних Олимпийских играх в Рио-де-Жанейро, и заслуги в развитии спорта в Азербайджане.
В мае 2024 года на Мировом квалификационном турнире в Стамбуле Сабаху Шариати удалось выиграть полуфинальную схватку и добыть лицензию на Олимпийские игры 2024 года.